# Fort Schanskop

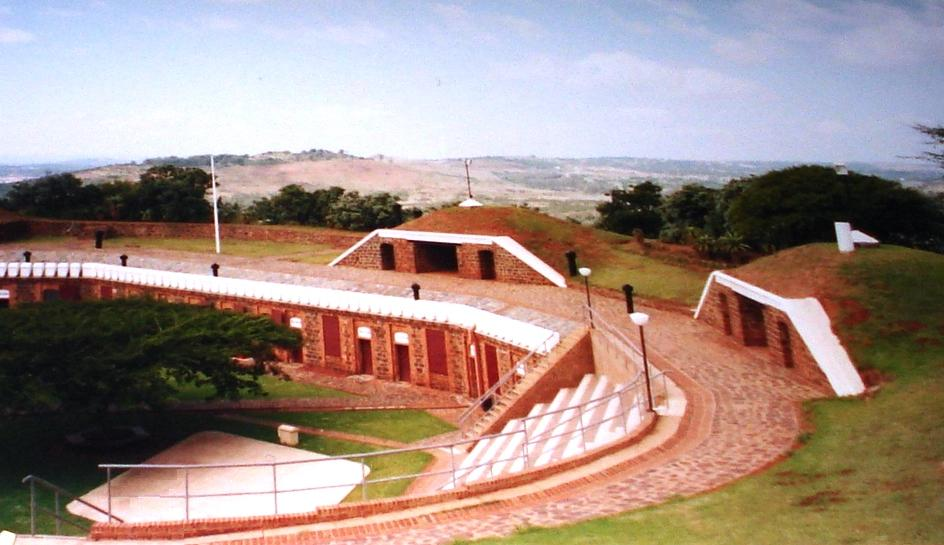
Fort Schanskop bei Pretoria

Fort Schanskop ist ein (ehemaliges) Fort in Pretoria, Provinz Gauteng in Südafrika, auf dem Gelände des Voortrekker Monuments. Es beherbergt heute das „Anglo-Boer War Museum“ und dokumentiert den Zweiten Burenkrieg und die folgenden Jahre bis 1914.

## Geschichte

### Hintergrund
Es ist eines der vier Forts, die von der Südafrikanischen Republik (ZAR) zum Schutz Pretorias kurz vor 1900 errichtet wurden – die anderen drei Forts sind Fort Klapperkop, Fort Wonderboompoort und Fort Daspoortrand.
Die Forts wurden als Reaktion auf den 1896 niedergeschlagenen Jameson Raid errichtet. Der Jameson Raid sowie die hohe Zahl der Ausländer, die nach den Goldfunden am Witwatersrand (in die Gegend des heutigen Johannesburgs) zugewandert waren, ließen die Sicherheit der Hauptstadt der Südafrikanischen Republik (ZAR) als gefährdet erscheinen.
Daher wurde ein Plan zur Sicherung der Hauptstadt entwickelt. Am 24. März 1896 wurde der Bau von acht Forts von der Regierung der Südafrikanischen Republik genehmigt (von denen lediglich vier errichtet wurden).

### Geschichte des Forts
Fort Schanskop wurde von den deutschen Ingenieuren Otto Albert Adolph von Dewitz und Heinrich C. Werner von der Firma Krupp nach Plänen des Architekten Christiaan Kuntz errichtet und am 6. April 1897 übergeben.
Bei dem Fort handelt sich um eine nach Süden ausgerichtete, fünfeckige Anlage mit befestigten, halbunterirdischen Räumen, die zusätzlich durch einen Schützengraben und Stacheldraht geschützt war.
In dem Fort waren mehrere Kanonen verschiedenen Kalibers stationiert, um Pretoria gegen vorrückende Truppen zu schützen; das Fort selbst konnte durch zahlreiche Schießscharten das umgebende Gelände sichern.
Nach Beginn des Zweiten Burenkrieges wurden Mannschaften und Waffen von dem Fort abgezogen, so dass es am 5. Juni 1900 kampflos an die britischen Truppen fiel.
Nach dem Ende des Zweiten Burenkrieges blieb Fort Schanskop eine militärische Anlage.
Am 8. Juli 1938 wurde Fort Schanskop – zusammen mit Fort Klapperkop – zu einem „National Monument“ erklärt.
1978 wurde es renoviert und sollte Teil des „Fort Klapperkop Military Museum“ werden, was nie erfolgte.
1994 wurde es vom Betreiber des Voortrekker Monuments gekauft und seitdem als Museum genutzt.

## Sonstiges
Fort Schanskop befindet sich südlich von Pretoria, östlich der Nationalstraße N12.
Auf der östlichen Seite befindet sich das sehr ähnliche Fort Klapperkop.